# Texas School Book Depository
Il Texas School Book Depository (lett. "Deposito di libri scolastici del Texas", talvolta abbreviato in TSBD), oggi ufficialmente Dallas County Administration Building, è un edificio di 7 piani sito nella Dealey Plaza di Dallas in Texas, all'angolo tra Houston ed Elm Street.

## Storia

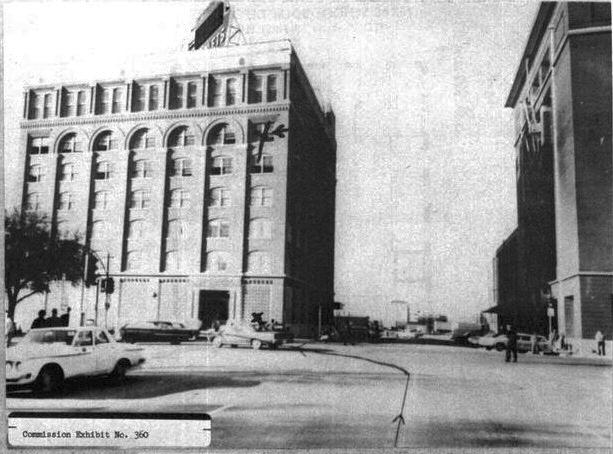
Il Texas School Book Depository nel 1963 (visto da Houston Street)

Il Deposito si erge su un terreno il cui proprietario originario era John Neely Bryan; in seguito la Rock Island Plow Company comprò il terreno (1894) su cui nel 1901 venne costruito l'edificio.

## L'omicidio Kennedy
L'edificio deve la sua fama al tragico attentato che costò la vita al Presidente degli Stati Uniti d'America John Fitzgerald Kennedy il 22 novembre 1963: in esso infatti lavorava come magazziniere (dal 15 ottobre dello stesso anno) Lee Harvey Oswald, l'attentatore che secondo le inchieste ufficiali dell'FBI (nel 1963), della Commissione Warren (1964) e dello United States House Select Committee on Assassinations (1979), fece fuoco dal sesto piano del Deposito di libri, uccidendo Kennedy e ferendo il governatore del Texas John Connally durante il passaggio del corteo presidenziale.
Come luogo da cui partirono gli spari (a detta di numerosi testimoni oculari) il Deposito di libri (in particolare il 6º piano) ha assunto un ruolo chiave nella ricostruzione degli avvenimenti che seguì l'attentato e su di esso si è concentrata per molto tempo l'attenzione mediatica mondiale: il 20 febbraio 1989 (in USA il Presidents' Day) al 6º piano è stato aperto il The Sixth Floor Museum che raccoglie materiale sull'assassinio e organizza le visite guidate dei numerosi visitatori.